# H.E.R.O.
H.E.R.O. (acronimo di Helicopter Emergency Rescue Operation) è un videogioco a piattaforme sviluppato e pubblicato dalla Activision. Originariamente pubblicato per Atari 2600 e pubblicato nel marzo 1984, il gioco fu convertito per numerose console e home computer dell'epoca.
Nel videogioco, il giocatore controlla un personaggio chiamato Roderick Hero dotato di un'elica sullo zaino che gli permette di volare e di altri gadget che lo aiuteranno a recuperare delle persone intrappolate nella miniera di Monte Leone.
H.E.R.O. è stato il primo gioco realizzato da John Van Ryzin per Activision ed è stato presentato al CES di Las Vegas nel gennaio del 1984.

## Modalità di gioco
Il giocatore controlla Roderick Hero con il compito di recuperare i minatori intrappolati nella miniera di Mount Leone. Il giocatore è equipaggiato con un elicottero a zaino, il quale gli consente di volare, un elmetto che spara un raggio laser e 6 candelotti di dinamite.
Ogni livello consiste in un labirinto nel quale Roderick deve con prudenza muoversi per raggiungere il minatore intrappolato. Il minatore si trova nell'ultimo schermo che compone tale labirinto. L'elicottero ha un tempo di energia limitato, quindi il minatore deve essere raggiunto prima che l'energia si esaurisca. Diversi ostacoli rallentano la corsa di Roderick nel raggiungere i minatori: muri che possono essere abbattuti dalla dinamite o dal raggio laser dell'elmetto (che comporta maggiore tempo). Se i muri sono di lava non devono essere toccati. Sono presenti pipistrelli, ragni, serpenti e tentacoli che fanno perdere una vita a Roderick se ne viene a contatto. Queste creature possono essere tutte eliminate con il laser o la dinamite se si trovano vicine all'esplosione. Lo stesso Roderick può perdere una vita se troppo vicino all'esplosione. Le gallerie sono anche illuminate da lampade che bisogna evitare di urtare, altrimenti si rompono, lasciando Roderick al buio totale.
Alcuni punti della miniera sono allagati da acqua e lava e quindi devono essere sorvolati per rimanere in sicurezza.
Si hanno 4 vite iniziali.
Una vita extra è vinta ogni 20.000 punti.
Un massimo di 7 vite possono essere accumulate.
Come molti giochi Activision, al raggiungimento del 1.000.000 di punti appaiono dei punti esclamativi.

## Conversioni
Dopo il lancio per l'Atari 2600, l'Activision lo convertì per le principali console e computer disponibili all'epoca. Sega riprogrammò il gioco per la sua console SG-1000 in Giappone nel 1985; il gioco era praticamente identico, venne cambiato solo lo zaino-cottero in un jetpack.